# Gleb Wataghin
Gleb Vassielievich Wataghin (né le 3 novembre 1899 à Birzula, Empire russe – mort le 10 octobre 1986 à Turin, Italie) est un physicien expérimental russe-brésilio-italien. Il a notamment travaillé à l'université de São Paulo et à l'université de Turin.

## Biographie
Engagé en 1934 pour créer le département de physique de la nouvelle université de São Paulo, Wataghin y dirige plusieurs étudiants tels César Lattes, Oscar Sala, Mário Schenberg, Roberto Salmeron, Marcelo Damy et Jayme Tiomno. Il est membre de l'Académie des Lyncéens à partir de 1960.
Wataghin reçoit le prix Antonio-Feltrinelli en 1951. L'institut de physique de l'université d'État de Campinas ainsi qu'un prix en physique ont été nommés en son honneur.